# João Crisóstomo de Abreu e Sousa
João Crisóstomo de Abreu e Sousa GCTE (Lisboa, 27 de Janeiro de 1811 — Lisboa, 7 de Janeiro de 1895), mais conhecido por João Crisóstomo, foi um militar e político que, entre outras funções, foi deputado, ministro e Presidente do Conselho de Ministros durante a fase final da monarquia constitucional portuguesa. Oficial de Engenharia Militar, atingiu o posto de General. Foi eleito pela primeira vez para a Câmara dos Deputados em 1861. Foi Ministro da Marinha e Ultramar, das Obras Públicas, Comércio e Indústria e da Guerra, tendo promovido importantes iniciativas legislativas, entre as quais a reforma do ensino industrial. Após o ultimato britânico de 1890, e a consequente demissão do governo de José Luciano de Castro, presidiu a um governo extrapartidário de unidade nacional que governou de 1890 a 1892.

## Biografia
Foi baptizado como filho de pais incógnitos em 4 de Fevereiro de 1811, sendo só reconhecido mais tarde pelos seus pais, João José de Sousa e D. Inácia Lima de Abreu, prima de D. José Luís de Castelo Branco de Abreu, solteiros à data.
Em 1861 fez parte da Câmara dos Deputados e entre 1864 e 1865 foi Ministério das Obras Públicas, Comércio e Indústria. Nesta pasta procedeu a uma importante reforma do ensino industrial, que perduraria por décadas.
Membro da Liga Liberal, presidiu ao governo entre 14 de Outubro de 1890 e 17 de Janeiro de 1892, acumulando a pasta de Ministro da Guerra, num governo extrapartidário. Era membro da Junta Consultiva de Obras Públicas.
Foi agraciado com a Grã-Cruz da Real Ordem Militar da Torre e Espada.
Faleceu aos 83 anos de idade pelas duas horas da manhã de 7 de janeiro de 1895, na sua residência, Rua de São João dos Bem-Casados, número 92, encontrando-se sepultado no Cemitério dos Prazeres.
O seu nome consta na lista de colaboradores do singular periódico Lisboa creche: jornal miniatura  (1884).

## Família
Casou em 11 de Junho de 1838, na Igreja Paroquial de Santa Isabel, em Lisboa, com D. Casimira Lúcia da Rocha Ferreira, de quem teve três filhos. Uma sua neta materna casou com António Nogueira Mimoso Guerra e foram bisavós de Ana Maria Brito Bustorff Guerra.